# Centro de operaciones de seguridad
Un Centro de Operaciones de Seguridad (COS), (SOC en inglés) es una central de seguridad informática que previene, monitorea y controla la seguridad en las redes y en Internet. Su principal misión es asegurar la ciberresiliencia de los sistemas informáticos de una organización a través de un enfoque tanto proactivo como reactivo. El SOC está compuesto por un equipo de expertos en ciberseguridad que utilizan diversas herramientas de monitoreo, seguimiento y análisis para proteger la información y los sistemas.
Las funciones de un SOC incluyen la detección, análisis y corrección de problemas e incidentes de seguridad en los sistemas informáticos, supervisión de actividades en redes, servidores, terminales, bases de datos, aplicaciones y sitios web en busca de comportamientos sospechosos o vulnerabilidades, respuesta y defensa ante ataques, registro e investigación de incidentes de seguridad y recuperación de información perdida o dañada.
Los servicios que presta van desde el diagnóstico de vulnerabilidades hasta la recuperación de desastres, pasando por la respuesta a incidentes, neutralización de ataques, programas de prevención, administración de riesgos y alertas de antivirus informáticos.
Un SOC está equipado con servidores, firewalls, sistemas de detección de intrusos, software antivirus y otros sistemas especializados para monitorear la actividad en las redes e Internet en tiempo real, las 24 horas del día, los 7 días de la semana. Los datos y eventos son analizados y rastreados por expertos certificados en estándares de seguridad. La mayoría de los centros de clase mundial se concentran en Europa, Estados Unidos y la región de Asia-Pacífico.[cita requerida]
El SOC también se encarga de realizar tareas de criptoanálisis e ingeniería inversa sobre malware utilizado por ciberdelincuentes y puede prestar servicios a una comunidad diversa que incluye organismos públicos y privados, así como individuos y colectivos. La institucionalización de un SOC y su reconocimiento se obtienen a través de la participación en diferentes foros de intercambio y cooperación en ciberseguridad.